# クラーラ・エリーザベト・フォン・プラーテン

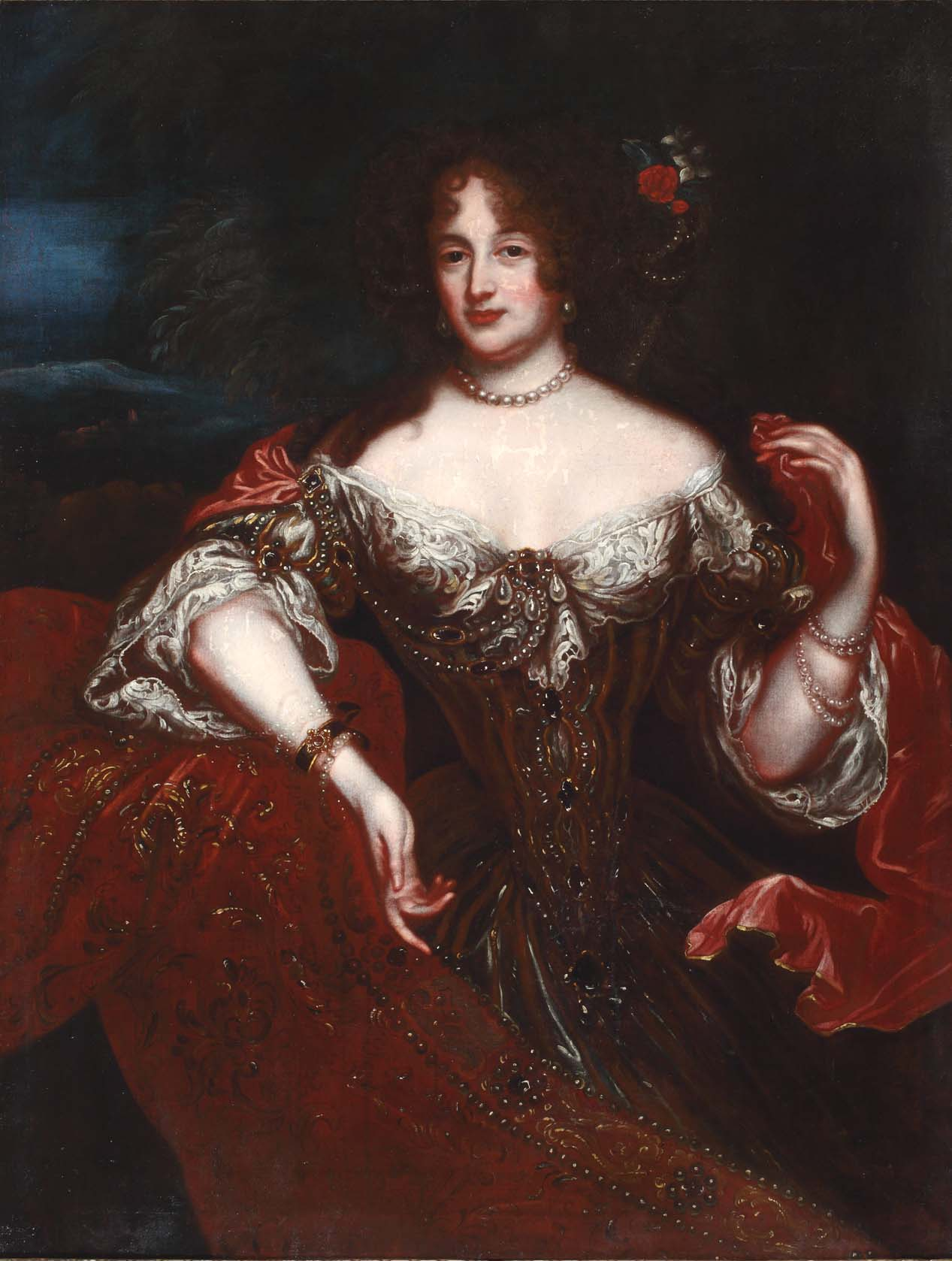
クラーラ・エリーザベト・フォン・プラーテン

クラーラ・エリーザベト・フォン・プラーテン（Clara Elisabeth Gräfin von Platen）、旧姓フォン・マイゼンブーク（von Meysenbug, 1648年1月24日 アイルハウゼン、ヘッセン地方ヴァルデック伯領 - 1700年1月30日深夜又は1月31日 モンブリラン城・現ヴェルフェンガルテン、ハノーファー）は、ハノーファー選帝侯エルンスト・アウグストの妾。現イギリス王室黎明期の醜聞ケーニヒスマルク事件の黒幕として知られる。

## 生涯
ゲオルク・フィリップ・フォン・マイゼンブーク（1620年 - 1669年）と妻アンナ・エリーザベト・フォン・マイゼンブーク（1625年 - 1680年）の長女。父は高望みしてクラーラと妹カタリーナ・マリアをヴェルサイユ宮廷に送り込んで役職なり良縁なりを得させようとしたが、失敗に終わった。野心を挫かれたフランス帰りのクラーラは、当時はカレンベルク侯と称したエルンスト・アウグストの宮廷に伺候し、侯夫人ゾフィー・フォン・デア・プファルツの女官の職を得る。1672年頃に侯と男女の関係になり、侯の妾として大きな権勢を得た。エルンスト・アウグストとの間には1男1女が生まれている。
- エルンスト・アウグスト・フォン・プラーテン（1674年 - 1726年） - 1697年侯家の子女養育係・侯夫人女官長アンナ・カタリーナ・フォン・オッフェン（ドイツ語版）の姪で異母兄ゲオルク・ルートヴィヒ侯世子の妾だったゾフィア・カロリーネ・フォン・オッフェン（1669年 - 1726年）と結婚[4]、プラーテン＝ハラームント家（Platen-Hallermund）の始祖
- ゾフィア・シャルロッテ・フォン・プラーテン （1675年 - 1725年） - 1701年異母兄ゲオルク・ルートヴィヒ侯世子の侍従ヨハン・アドルフ・フォン・キールマンスエッグ（ドイツ語版）と結婚、異母兄のイギリス王即位後にリンスター女伯爵・ダーリントン女伯爵に叙爵

1673年9月に侯の子息たちの養育係フランツ・エルンスト・フォン・プラーテンとヒルデスハイムで結婚し、侯とクラーラの間の2人の非嫡出子はこの夫の子として認知された。夫もクラーラの影響力のおかげで目覚ましい出世を遂げ、侯国宰相に就き伯爵に叙せられた。クラーラの2人の子供の父親がエルンスト・アウグストであることは宮廷では公然の秘密だったため、腹違いの兄弟であるカレンベルク侯夫妻の子供たちはクラーラの子を本物の兄弟として扱った。クラーラの妹カタリーナ・マリアは、侯世子ゲオルク・ルートヴィヒが1682年正妃ゾフィー・ドロテアを迎えるまで世子と男女の関係にあった。
エルンスト・アウグストはクラーラに不動産収入を得させるため、宿屋「ケーニヒ・フォン・ハノーファー」を建設して与えている。
クラーラが侯の寵愛を笠に着て様々な利得を引き出し、ハノーファー宮廷の最も権勢ある女主人として振舞ったことで、侯家は絶え間ない家庭内不和に陥った。1688年、侯世子の配下にフィリップ・クリストフ・フォン・ケーニヒスマルク伯爵が加わると、クラーラはこの17歳の瑞々しい美青年に魅了された。クラーラとケーニヒスマルクが性的関係を結んだかどうかは分かっていない。1694年クラーラは自分の娘ゾフィア・ドロテアとケーニヒスマルクを結婚させようとしたが、そこで彼女は1692年3月以降ケーニヒスマルクが侯世子夫人ゾフィー・ドロテアと男女の関係になっていることを知った。クラーラはこれに怒り、侯世子に夫人の姦通とケーニヒスマルクの不忠を暴露した。こうしていわゆるケーニヒスマルク事件が発生し、ケーニヒスマルクは消息不明となり、ゾフィー・ドロテアは残りの長い人生をアールデン城に幽閉されて過ごすことになる。
クラーラの死後、彼女が死の床で行ったケーニヒスマルク事件に関する独白録の写しが出回った。この独白録で彼女は自分はケーニヒスマルクの死に関して共犯であるとしている。独白録の原本は散佚してしまった。

## 引用・脚注
1. 1 2 3  Peter Mortzfeld (Bearb.): Platen, Clara Elisabeth Gräfin von, geb. von Meysenbug in der Datenbank Die Porträtsammlung der Herzog August Bibliothek Wolfenbüttel in der Version vom 12. April 2007, zuletzt abgerufen am 3. Mai 2024
2. 1 2  David Rupert Erythropel: Personalia, in ders.: Die In Dem Probier-Ofen Des Creutzes Geläuterte Lieben Und Freunde Gottes: Aus Denen Worten Des Heiligen Petri/ ... Als Der ... Fr. Clara Elisabeth/ Gräfinnen Von Meisenbuch [et]c. Des ... Herrn Frantz Ernst/ ... Grafen Und Edlen Herrn Von Platen ... Gewesenen Hertzgeliebten Fr. Gemahlinnen/ Entselter Leichnamb Am Abend Des 6. Octobr. An. 1700. ... in Das Hoch-Gräfl. Erb-Begräbnis in Der Neustadter Hoff-Kirche Beygesetzet Wurde. Hannover: Samuel Ammon, 1700; Digitalisat über die Staatsbibliothek Berlin
3. ↑  Beleg fehlt!
4. ↑  Carl Eduard Vehse,Geschichte der deutschen höfe seit der reformation, Band 35, S. 295 Digitalisat
5. ↑  R. Hartmann: Die nächste Umgebung von Hannover und Linden, in ders.: Geschichte der Residenzstadt Hannover von den ältesten Zeiten bis auf die Gegenwart. UNICUM, 2013, ISBN 978-3-8457-0308-4 (überarbeiteter Nachdruck der Originalausgabe von 1880), S. 291ff.; hier: S. 292; クラーラ・エリーザベト・フォン・プラーテン, p. PA735, - Google ブックス
6. ↑  Thea Leitner: Skandal bei Hof, S. 68, Ueberreuter, 1993, ISBN 3-8000-3492-1